# École nationale supérieure de management (Koléa)
 (décembre 2020).
L'École nationale supérieure de management ENSM est une école hors université (établissement d'enseignement supérieur) publique algérienne de formation en sciences de management créée en 2008, basé au niveau du pôle universitaire de la ville de Koléa, en Algérie.

## Historique
Créée conformément au décret exécutif n° 08-116 du 9 avril 2008 sous la dénomination de l'École nationale supérieure de management (ENSM), c'est la première école supérieure publique de management en Algérie.
Jusqu'en juillet 2014, l'ENSM a fini par rejoindre son emplacement construit au sein du nouveau campus universitaire de Koléa (wilaya de Tipaza) situé à plus d'une vingtaine de kilomètres de l'ouest d'Alger, en compagnie de trois autres grandes écoles (ESC, EHEC et ENSSEA).

## Admission
L'entrée à l'école est ouverte à tous les diplômés de toutes spécialités confondues. Elle offre une deuxième compétence aux diplômés issus des autres disciplines de l’enseignement supérieur.

## Formations
L'ENSM propose des formations en cycle de master et doctorat, dans les multiples domaines du management.
Les options de masters proposés par l'école sont actuellement en nombre de huit : 
- management des organisations ;
- management par la qualité ;
- management des ressources humaines ;
- management stratégique et système d'information ;
- management marketing ;
- management de e-gouvernement ;
- entrepreneuriat et management de projet ;
- management de la chaîne logistique.

Dans le domaine du doctorat, l'école possède un laboratoire de recherche en management des organisations.